# Eksperimentalfysik
Eksperimentalfysik er den gren af fysikken, der undersøger virkeligheden vha. eksperimenter i et laboratorium. Eksperimenterne kan enten have til formål et undersøge en fysisk egenskab i sig selv, eller de kan være modelsystemer, der er forsimplede versioner af virkelige systemer. Eksperimenter kan bruges til at teste hypoteser fra den teoretiske fysik, der er den anden store gren af fysik. Eksperimentelle resultater kan også motivere opstillingen af nye hypoteser. Eksperimentalfysikken er nødvendig jf. den videnskabelige metode.
Hvis det ikke er muligt at opstille kontrollerede eksperimenter, kan observationer af naturen også foretages for at samle empiri. Observationel fysik er den primære metode i astronomi.

## Historie
Eksperimentalfysikken blev for alvor etableret under den Videnskabelige Revolution af fysikere såsom Galileo Galilei, Christian Huygens, Johannes Kepler, Blaise Pascal og Isaac Newton. Allerede før formuleringen af den videnskabelige metode stod Galilei tidligt i 1600-tallet bag en række eksperimenter for a teste teorier om fysik. Dette ledte ham bl.a. til at formulere og teste, hvad der senere blev kendt som Newtons første lov.

## Berømte eksperimenter
- Stern-Gerlach-eksperimentet
- Dobbeltspalte-eksperimentet
- Michelson-Morley-eksperimentet

## Eksperimentelle og observationelle metoder og instrumenter
- Mikroskopi
- Atomar kraftmikroskopi
- Elektronmikroskopi
- Scanning-tunnelmikroskopi
- Kalorimetri
- Ellipsometri
- Refraktometer
- Reflektometri
- Teleskop
- Lucimeter
- Tågekammer
- Synkrotron
- Partikelaccelerator
- Spektroskopi
  - NMR-spektroskopi
- Neutronkilde

## Eksperimentalfysikere
- Galileo Galilei
- Enrico Fermi
- Catalina Curceanu

## Store eksperimentelle faciliteter
- European Spallation Source - Sverige
- European Synchrotron Radiation Facility - Frankrig
- Institut Laue-Langevin - Frankrig
- European Molecular Biology Laboratory - Frankrig
- DESY - Tyskland
- CERN
  - Large Hadron Collider - Frankrig og Schweiz
  - IceCube Neutrino Observatory- Antarktis
- Extreme Light Infrastructure - Tjekkiet, Rumænien og Ungarn
- SLAC National Accelerator Laboratory - USA
- Laboratori Nazionali del Gran Sasso - Italien